# Ian Aitken
Ian Levack Aitken (ur. 19 września 1927, zm. 21 lutego 2018) – brytyjski dziennikarz i komentator polityczny. Urodził się w Airdrie w Lanarkshire i kształcił się w King Alfred School w Hampstead, Lincoln College w Oxfordzie i w London School of Economics. Służył w Fleet Air Arm od 1945 do 1948 roku.
Aitken rozpoczął pracę w dziennikarstwie w 1953 roku jako korespondent przemysłowy gazety Tribune. W następnym roku (1954) dołączył do Daily Express, w którym zajmował szereg stanowisk, zanim dołączył do The Guardian w 1964 roku, gdzie przez 10 lat był korespondentem politycznym. W latach 1975–1990 był redaktorem politycznym The Guardian, do czasu aż zastąpił go Michael White.